# دوغلاس موراي
دوغلاس موراي (بالسويدية: Douglas Murray)‏ هو لاعب هوكي الجليد سويدي، ولد في 12 مارس 1980 في ستوكهولم في السويد.

## وصلات خارجية
- دوغ موراي على موقع دوري الهوكي الوطني (الإنجليزية)
- دوغ موراي على موقع قاعة مشاهير الهوكي (لاعب أن.إتش.أل) (الإنجليزية)
- دوغ موراي على موقع EliteProspects.com (الإنجليزية)
- دوغ موراي على موقع Eurohockey.com (الإنجليزية)
- دوغ موراي على موقع HockeyDB.com (الإنجليزية)
- دوغ موراي على موقع Hockey-Reference.com (الإنجليزية)
- دوغ موراي على موقع أوليمبيديا (الإنجليزية)
- دوغ موراي على موقع اللجنة الأولمبية السويدية (السويدية)